# ليو دونغ
ليو دونغ (بالصينية: 刘东) هي منافسة ألعاب القوى صينية، ولدت في 24 ديسمبر 1973 في لياونينغ في الصين.

## وصلات خارجية
- ليو دونغ على موقع الاتحاد الدولي لألعاب القوى (الإنجليزية)